# 北村遺跡
北村遺跡（きたむらいせき）は、長野県安曇野市にある縄文時代後期から古代（奈良・平安時代）にかけての複合遺跡である。

## 概要
松本盆地の北端・犀川沿岸の丘陵にある。中央自動車道長野線建設工事に伴い1987年（昭和62年）から翌年にかけて長野県教育委員会により発掘調査され、合計469基の墓坑から縄文時代後期（約4000～3500年前）の300体にのぼる埋葬人骨が検出された。

## 遺構

### 縄文時代
- 竪穴建物58軒（うち柄鏡形敷石建物26軒）
- 墓壙469基
- 屋外埋設土器13点
- 配石26基
- 土坑352基
- ピット群5箇所
- 遺物集中6基

### 弥生時代
- 竪穴建物1軒

### 奈良時代
- 竪穴建物1軒
- 溝2条
- ピット3基

### 平安時代以降
- 竪穴建物20軒
- 掘立柱建物10棟以上
- 柵6基
- 溝29条
- 井戸1基
- 馬墓1基
- 遺物集中2基
- 土坑など427基

## 遺物
- 土器・陶器類（縄文時代中期末〜後期中葉の縄文土器・弥生後期の弥生土器・土師器・須恵器・灰釉陶器・円面硯・有孔土器など）
- 石器（石鏃・磨石・凹石・打製石斧・敲石・多孔石・石皿・台石・石錐・磨製石斧・削器・砥石・石錘・石剣・石棒・玉）
- 土製品（土錘・土偶・小型土器・蓋・匙・玉・土鈴・耳飾・土器片円盤など）
- 骨角牙製品（腕輪・垂飾・簪かなど）
- 人骨
- 動物遺存体（獣骨）
- 炭化材

## 関連文献
- 財団法人長野県埋蔵文化財センター『明科町内:北村遺跡（中央自動車道長野線埋蔵文化財発掘調査報告書11・本文編）』長野県教育委員会・日本道路公団名古屋建設局・長野県埋蔵文化財センター〈長野県埋蔵文化財センター発掘調査報告書14〉、1993年3月31日。doi:10.24484/sitereports.8139。 NCID BN09594715。
- 財団法人長野県埋蔵文化財センター『明科町内:北村遺跡（中央自動車道長野線埋蔵文化財発掘調査報告書11・図版編）』長野県教育委員会・日本道路公団名古屋建設局・長野県埋蔵文化財センター〈長野県埋蔵文化財センター発掘調査報告書14〉、1993年3月31日。doi:10.24484/sitereports.7538。 NCID BN09594715。

座標: 北緯36度19分44.2秒 東経137度55分46.5秒 / 北緯36.328944度 東経137.929583度